# Pierre Beaumarchais
Pierre-Augustin Caron de Beaumarchais (Pariz, 24. siječnja 1732. – Pariz, 18. svibnja 1799.) bio je francuski književnik.

## Životopis
Između ostaloga, radio je kao dvorski urar, učitelj glazbe kćerima Luja XV. Kasnije se bavio i tiskarstvom, trgovinom, te je jedno vrijeme bio i ratni dobavljač i krijumčar. Godine 1777. osnovao je „Društvo dramskih autora”.
Slavu je stekao komedijama „Seviljski brijač” (Le Barbier de Seville; 1775.) i „Figarov pir” (Le Mariage de Figaro; 1784.). Predstava Figarova pira smatra se najvećim kazališno-političkim događajem u 18. stoljeću u Francuskoj.
Beaumarchais je bio monarhist te je za vrijeme revolucije bio uhićen. U emigraciji je ostao do 1796. godine.